# Doina Melinte
Doina Ofelia Melinte (dekliški priimek Beșliu), * 27. december 1956, Hudeşti, Romunija.
Nastopila je na olimpijskih igrah v letih 1980, 1984, 1988 in 1992. Najuspešnejša je bila na igrah leta 1984, ko je osvojila naslov olimpijske prvakinje v teku na 800 m in srebrno medaljo v teku na 1500 m. V slednji disciplini je osvojila še bronasti medalji na svetovnem prvenstvu leta 1987 in evropskem prvenstvu leta 1986.